# Palača de La Moneda
Palača La Moneda (špansko Palacio de La Moneda – 'kovnica') ali preprosto La Moneda, je sedež predsednika Republike Čile v Santiagu. V njej so tudi pisarne treh ministrstev: ministrstva za notranje zadeve, generalnega sekretariata predsedstva in generalnega sekretariata vlade. Celoten blok leži v središču Santiaga na območju, ki je znano kot de la Ciudadanía med La Monedo (severna stran), Morandé (vzhod), Alameda del Libertador Bernardo O'Higgins (jug) in ulico Teatinos (zahod). 

## Zgodovina
La Monedo, prvotno kolonialna plantaževa hiša, je zasnoval italijanski arhitekt Joaquín Toesca. Gradnja se je začela leta 1784 in je bila odprta leta 1805, medtem ko je bila še v izgradnji. Proizvodnja kovancev v Čilu je v La Monedi potekala med letoma 1814 do 1929.
Junija 1845, v času predsednika Manuela Bulnesa, je palača postala sedež vlade in predsedniška rezidenca. Leta 1930 je bil pred palačo zgrajen javni trg imenovan Plaza de la Constitución ('Ustavni trg'). Po predsedovanju Gabriela Gonzáleza Videle je prenehala delovati kot predsedniška rezidenca.
Med vojaškim državnim udarom 11. septembra 1973 so čilske zračne sile na zahtevo vojske bombardirale palačo. Projekti rekonstrukcije in obnove so bili zaključeni 11. marca 1981 s tem, da so bile nekatere oznake ohranjene in jih je še danes mogoče videti. Med obnovami 1973-1980 je bil pod sprednjim trgom zgrajen podzemni pisarniški kompleks (tako imenovani 'bunker'), ki ga je v primeru napada za pobeg uporabljal general Augusto Pinochet.
V času administracije predsednika Ricarda Lagosa so bila notranja dvorišča palače v določenih urah dneva odprta za javnost. Lagos je ponovno odprl vrata na naslovu Morandé 80 - vrata, ki so jih predsedniki Čila uporabljali za vstop v palačo od začetka 20. stoletja. Med obnovo palače so bila odstranjena, ker jih ni bilo v prvotnih načrtih, vendar so bila obnovljeno zaradi simbolike, ki so jih imela kot vrata, skozi katera so čilski predsedniki vstopali v La Monedo, ko so preskočili glavni protokol ali, z drugimi besedami, kot navadni državljani Republike. Bila so tudi vrata, skozi katera je bilo izneseno telo predsednika Allendeja po državnem udaru leta 1973.
Tradicionalni obred menjave straže poteka vsak drugi dan v neparnih dneh v neparnih mesecih, parnih dneh v parnih mesecih, vključno z nedeljami, ob 10 uri v tednu in 11 uri ob vikendih (tako je bilo junija 2015). Formalna slovesnost iz 1850-ih traja približno 30 minut in vključuje igranje benda, čete s konji, ki paradirajo na trgu in veliko pompa. Carabineros de Chile zagotavljajo zaščitno enoto in band za slovesnost, pri čemer je enota za zaščito sestavljena iz bataljona pešakov in eskadrilje konjske garde.
Brezplačni vodeni ogledi palače so na voljo na spletni strani La Moneda. Zahtevati jih je treba najmanj sedem dni vnaprej.

## Arhitektura

### Zgradba
Joaquín Toesca je delal na številnih javnih stavbah v kolonialnem Čilu, vključno Metropolitansko stolnico, preden se je ukvarjal z oblikovanjem nove kraljeve kovnice, ki bi postala Palacio de la Moneda.
Dela na stavbi so se začela leta 1784, gradbeni materiali je prihajal naslednje leto iz okolice Čila in sveta: apnenec iz posesti Polpaico, pesek iz reke Maipo, rdeči kamni iz kamnoloma na Cerro San Cristóbal v Santiagu, beli kamen iz sosednjega Cerro Blanco, hrastov in cipresni les iz Valdivije, španska kovinska dela iz Vizcaya. V Santiagu so pekli dvanajst vrst opek za gradnjo preklad, tal, okrasja in trdnih sten, debelih več kot meter. 
Toesca je umrl leta 1799, preden je videl svoje dokončano delo, ki ga je nadaljeval vojaški inženir Agustin Cavallero. Kovnica Santiago de Chile je bila končno odprta leta 1805.

### Slog
Palacio de la Moneda je zgrajena v čistem neoklasicističnem slogu z rimskimi dorskimi vplivi. Široka, horizontalna oblika in pravokotna sestava stavbe prinašajo moč in stabilnost, glede na navedbo palače na spletni strani Unesca. Njena glavna fasada se sooča z ulico Moneda, njene sobe pa so razporejene vzdolž prečnih in vzdolžnih osi, ki tvorijo več notranjih dvorišč (patios).
Za to fasado ležijo tri dvorišča: Patio de los Cañones, ki deluje kot predprostor, pokrita terasa in nazadnje Patio de los Naranjos, kjer potekajo predsedniške slovesnosti.
Arhitekturna spletna stran ARQHYS.com navaja, da je Palacio de la Moneda »edina struktura v čistem italijanskem neoklasicističnem slogu v Latinski Ameriki«. 
Stavba je bila skozi več let predmet različnih sprememb, ki so jih naredili različni predsedniki. Zadnja velika obnovitev stavbe je bila opravljena po vojaškem udaru leta 1973, ko so bili uničeni ali poškodovani veliki deli stavbe.

### Plaza de la Ciudadanía
Za praznovanje dvestoletnice neodvisnosti Čila leta 2010 je bil na južni strani palače zgrajen nov javni trg, imenovani Plaza de la Ciudadanía ('Ljudski trg'), ki se razteza na južni strani od palače do Avenida Libertador Bernarda O'Higginsa ali 'Alamede'. Gradnja se je začela maja 2004, trg je bil odprt decembra 2005.
Območje Plaza de la Ciudadanía, ki so ga oblikovali Undurraga Devés Arquitectos, je na spletni strani čilske Plataforma Arquitectura opisan kot »eno najpomembnejših javnih del v zadnjem stoletju«.  Poti, ki vodijo od trga, omogočajo dostop do podzemnega kulturnega centra Palacio de La Moneda, v katerem potekajo številne razstave o čilski kulturi in zgodovini.

## Galerija
- La Moneda spredaj
- Pomarančevci v La Moneda
- Plaza de la Ciudadanía
- Kip predsednika Artura Alessandrija na Plaza de la Ciudadanía
- Kip predsednika Salvadorja Allendeja
- "Modra soba" kjer predsednik sprejema svoje goste
- Topniško dvorišče v La Monedi